# Crossocerus capitosus
Crossocerus capitosus är en stekelart som först beskrevs av William Edward Shuckard 1837.  Crossocerus capitosus ingår i släktet Crossocerus, och familjen Crabronidae. Enligt den finländska rödlistan är arten nära hotad i Finland. Arten är reproducerande i Sverige. Artens livsmiljö är skogar.